# Печетто-ди-Валенца
Печетто-ди-Валенца (итал. Pecetto di Valenza) — коммуна в Италии, располагается в регионе Пьемонт, в провинции Алессандрия.
Население составляет 1286 человек (2008 г.), плотность населения составляет 112 чел./км². Занимает площадь 11 км². Почтовый индекс — 15040. Телефонный код — 0131.
Празднование в коммуне происходит 8 сентября, на Рождество Пресвятой Богородицы.

## Демография
Динамика населения:

## Администрация коммуны
- Официальный сайт: http://www.comune.pecettodivalenza.al.it/ Архивная копия от 3 марта 2010 на Wayback Machine